# Кончюс, Пранас
Пранас Кончюс (подпольный псевдоним «Адомас»; лит. Pranas Končius-Adomas; 18 ноября 1911, Баргалис, Тельшевский уезд — 15 июля 1965, Дидейи-Жалимай, Кретингский район) — литовский «лесной брат» и коллаборационист, участник Холокоста в Литве.

## Биография
Родился 18 ноября 1911 года. Сын Пранцишкуса Кончюса. С мая 1934 года по октябрь 1935 года служил в Литовской армии, в 7-м полку имени князя жямайтов Бутиге́йдиса, унтер-офицер. После нападения Германии на СССР примкнул к нацистам, поддержав Июньское восстание, и позже стал сотрудником литовской вспомогательной полиции в г. Салантай. По данным КГБ Литвы, в июле 1941 года он участвовал в расстреле около 100 мужчин-евреев в Салантае и 11 евреев в поместье Шалинас, а также в двух расстрелах в лесу Шатейкю (70 еврейских женщин из Салантая, которых он сопровождал к месту казни, и 150 еврейских женщин и детей). Дело № 47462/3 заведено 17 декабря 1963 года и хранится в Особом архиве Литвы.
Осенью 1944 года Пранас Кончюс примкнул к «лесным братьям», называвшим себя тогда Литовской армией свободы, и получил подпольный псевдоним «Адомас». Член штаба отряда «Кардас» (лит. Kardas) Жемайтийского округа Союза борцов за освобождение Литвы. 30 октября 1952 года в деревне Смельте Салантайского района попал в засаду вместе с командиром отряда Казисом Контримасом: Контримас погиб, а Кончюс прорвался и скрылся. После гибели командира штаба скрывался в окрестностях Салантай и Кретинги, а также в районе Прекуле (Латвия), подрабатывая в леспромхозе. С 1956 года тайно проживал у Пранаса Друнгиласа в деревне Дидейи-Жалимай.
По официальным данным, 15 июля 1965 года Кончюс вступил в перестрелку с сотрудниками госбезопасности и милиционерами Кретинги, окружившими усадьбу. Детали гибели противоречат разным источникам: по одним данным, он был застрелен милицией, по другим — застрелился сам последним патроном. После распада СССР ему были установлены памятники в Кретинге (1992 год) и Грюшлауке (1999), а в 2003 году в усадьбе Брониславаса Друнгилайтиса-Жучиенеса был установлен памятный крест. В 2014 году был установлен памятник по инициативе начальника штаба ВС Литвы Арвидаса Поцюса.
11 февраля 2000 года указом президента Литвы Валдаса Адамкуса Пранас Кончюс был посмертно награждён орденом Креста Витиса в звании офицера (IV степень) как доброволец-участник вооружённого сопротивления. В 2001 году Прокуратура Литвы выяснила, что Кончюс не только не имел статуса добровольца — участника антисоветского сопротивления, необходимого для награждения, но и участвовал в геноциде евреев. Только в сентябре 2015 года указом президента Литвы Дали Грибаускайте Кончюса лишили награды за доказанное документально участие в Холокосте, а директор Центра изучения геноцида и сопротивления населения Литвы Тересе-Бируте Бураускайте заявила, что Кончюс оказался человеком, вообще не заслуживавшим этой награды. После этого еврейская община Литвы потребовала проверить наличие имён «лесных братьев», отмеченных государственными наградами, в списке потенциальных преступников Холокоста, составленным Центром изучения геноцида и сопротивления населения Литвы, но получила отказ на основании того, что уголовное дело против скончавшихся завести невозможно.

## Галерея
- Крест в деревне Дидейя-Жалимай на месте гибели Кончюса
- Памятник на кладбище в деревне Кретинга
- Мемориальный камень в Грюшлауке с именами погибших «лесных братьев»